# Benjamín Santos
Benjamín César Fernández Santos (né le 7 février 1924 à Cafferata en Argentine et mort le 22 juillet 1964 à Medina del Campo en Espagne) est un joueur et entraîneur de football argentin.

## Biographie

### Joueur
Il commence sa carrière dans le championnat argentin sous les couleurs du Club Atlético Belgrano, avant de rejoindre un autre club de la capitale, le Rosario Central, club où il inscrit 65 buts en 107 matchs, atteignant le titre de goleador (meilleur buteur du championnat) en 1948 avec 21 buts.
En 1949, il part en Italie rejoindre le club du Torino Football Club, avec la dure tâche de reconstruire un effectif, juste après la tragédie de Superga. Au cours de sa première saison, il inscrit 27 buts en 37 matchs, avant de confirmer l'année suivante (14 buts en 27 matchs).
En 1951, il rejoint le Pro Patria. Il effectue une première bonne saison, mais peine à s'imposer lors de sa saison suivante. Il part ensuite finir sa carrière en Espagne au Deportivo La Corogne.

### Entraîneur
Il retourne après la fin de sa carrière de joueur en Italie, et prend en charge la formation des équipes jeunes d'un de ses anciens clubs, le Pro Patria, avant de prendre les rênes d'un autre de ses anciens clubs, le Torino Football Club, en Serie A de 1960 à 1963. Il rejoint ensuite le club du Genoa CFC, avec qui il remporte la Coupe des Alpes.
Durant l'été 1964, il perd la vie dans un accident à Medina del Campo.

## Palmarès

### Entraîneur
- Coupe des Alpes : 1

1964 ( Genoa CFC)

### Individuel
- Meilleur buteur du championnat d'Argentine : 1

1948 (21 buts)